# Ophisma ardosiata
Ophisma ardosiata là một loài bướm đêm trong họ Erebidae.